# Martim Mércio da Silveira
Martim Mércio da Silveira (Bagé, 2 maart 1911 – Rio de Janeiro, 26 mei 1972) was een Braziliaans voetballer en trainer, bekend onder zijn spelersnaam Martim Silveira. 

## Biografie
Martim Silveira maakte zijn debuut bij Guarany FC uit de stad Bagé van Rio Grande do Sul en maakte na één jaar al de overstap naar Botafogo. In het eerste seizoen won hij er al het Campeonato Carioca mee, het was de eerste keer in achttien jaar dat de club hierin slaagde. Botafogo beleefde een gouden periode en won van 1932 tot 1935 de titel. Echter speelde hij in één seizoen daarvan niet voor de club, maar voor het Argentijnse Boca Juniors. 
In 1932 speelde hij voor het eerst voor het nationale elftal en won de Copa Rio Branco tegen Uruguay. Bij het WK 1934 en WK 1938 was hij kapitein van het elftal. Hij speelde in totaal 27 wedstrijden met de nationale ploeg, maar slechts zes daarvan zijn officiële interlands, veel wedstrijden werden tegen clubs gespeeld en zijn niet officieel. 
Na zijn spelerscarrière werd hij ook trainer en trainde Botafogo gedurende drie verschillende periodes. 
- Martim Mércio da Silveyra, La Historia de Boca Juniors (per 12/9/2019)
- Martim Silveira: craque dono do meio-campo, Mundo Botafogo (per 12/9/2019)